# Station Leszczyniec
Station Leszczyniec is een spoorwegstation in de Poolse plaats Leszczyniec.